# 惟宗義賢
惟宗 義賢（これむね の よしかた、生没年不詳）は、平安時代中期の貴族。姓は朝臣。官位は正五位下・掃部頭。

## 経歴
摂関家の藤原頼通の家司（のち政所別当）を務める一方、後一条朝の寛仁3年（1019年）ごろ右少史を務め、右大史を経て、長元2年（1029年）左大史に任ぜられ、小槻貞行とともに大夫史に並ぶ。義賢は惟宗氏として初めて大夫史となり、以降鳥羽院政期半ばまでの100年以上に亘って、惟宗氏は小槻氏と並んで代々大夫史を務めることになる。長元6年（1033年）ごろに貞行が大夫史を去った後、義賢は10年以上に亘って単独で大夫史を占め、掃部頭や伊賀守・周防権介も兼ねた。
後冷泉朝初頭の寛徳2年（1045年）子息の実長を西市佑に任官させる代わりに周防権介を辞し、以降史料に現れないこと、翌永承元年（1046年）小槻孝信が大夫史に任ぜられていることから、このころ義賢は大夫史を去ったか。

## 官歴
- 時期不詳：正六位上
- 寛仁3年（1019年） 正月5日：見正六位上右少史[1]
- 時期不詳：従五位下
- 長元2年（1029年） 閏2月11日：見右大史[2]。8月23日：見左大史[3]
- 時期不詳：正五位下
- 長暦元年（1037年） 12月29日：見正五位下行左大史兼伊賀守[4]
- 寛徳2年（1045年） 5月18日：見掃部頭兼左大史周防□□[5]。秋：辞周防権介（子息実長申任西市佑）[6]